# Els Inferns
Els Inferns, també anomenat els Setinferns, és un indret de Bellestar, a prop d'Aravell al municipi de Montferrer i Castellbò. Els inferns és una zona de badlands fortament erosionada. La manca o escassetat de vegetació, junt amb el pendent i la naturalesa de sòl, propicien tals fenòmens de pèrdua de terra i formació de còrrecs més o menys profunds.
Quan l'àrea afectada és extensa com és el cas dels Setinferns, que comprèn algunes hectàrees, l'indret pren un relleu espectacular i laberíntic. La majoria de còrrecs que s'hi ha format són superficials, però també n'hi ha de profunds que han arribat a ser torrents estrets. Les argiles dels Inferns són de color molt taronjós i daten del Terciari.